# Leo Vendrame
Leo Vendrame (Vendrame Leo (ベンドラメ礼生) en japonais), né le 14 novembre 1993 à Chikushino, au Japon, est un joueur japonais de basket-ball, évoluant au poste de meneur.

## Biographie
Il est né d'un père brésilien et d'une mère japonaise.
Il est sélectionné en équipe du Japon pour disputer les Jeux asiatiques de 2018.
Le 5 juillet 2021, il est sélectionné pour les Jeux olympiques de 2020.

## Palmarès
- Recrue de l'année de B.League 2017
- Meilleur intercepteur de B.League 2020
- MVP de la coupe de l'Empereur 2020